# كنيسة القديسة حنة (صفورية)

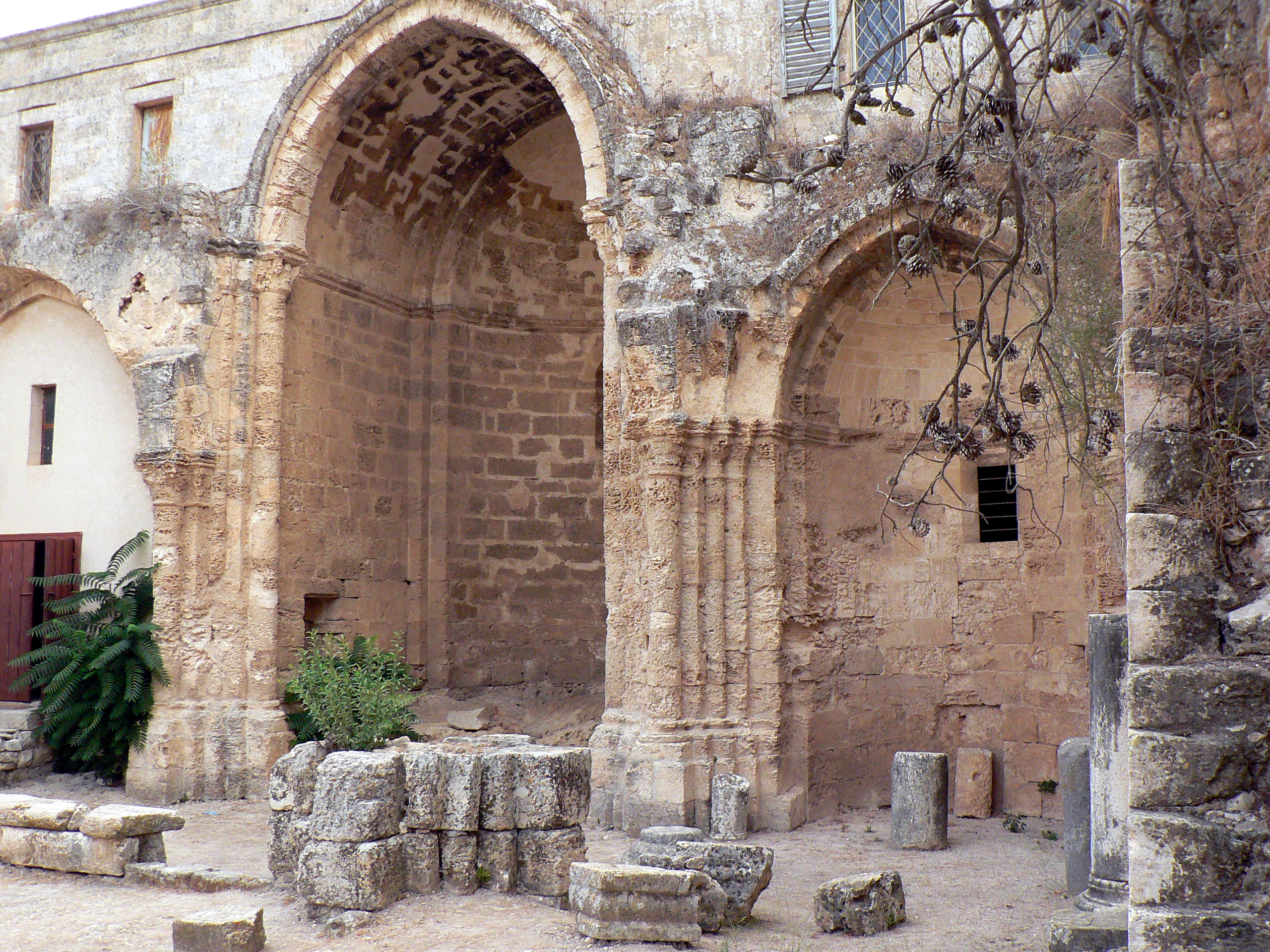
آثار كنيسة القديسة حنة في صفورية.

كنيسة القديسة حنة في صفورية هي بقايا كنيسة صليبية، يرعاها الآن رهبان الفرنسيسكان في الأرض المقدسة. بُنيت الكنيسة من قبل الصليبيين في القرن الثاني عشر على الموقع حيث وفقاً للتقاليد المسيحية، بيت حنة ويهوياقيم والدي مريم العذراء. وكانت الكنيسة مكونة من ثلاثة مقابر، والتي منها ما زالت اليوم تحافظ على الأجزاء الشرقية المبنية على منحدر. في العصور القديمة المتأخرة، كان يُعتقد أن القرية هي مسقط رأس مريم العذراء، أم يسوع، والقرية والتي بحسب التقاليد عاش فيها حنة ويهوياقيم، حيث يتم اليوم حفر بازيليكا تعود إلى القرن الخامس في موقع تكريم ذكرى ميلاد مريم العذراء.
في عام 1641، سمحت الحكومة العثمانية بالحج المسيحيين إلى أطلال الكنيسة وعقد الخدمات الدينية. في عام 1841، نجح الرهبان الفرنسيسكان في شراء الموقع. ومع ذلك، سمحت المقاومة المحلية فقط في عام 1870 اكتساب الموقع على أرض الواقع. وكشفت الحفريات الأثرية من عام 1909 أن الكنيسة بنيت على أسس كنيس يعود إلى القرن الرابع الميلادي. وربما تكون كنيسة بيزنطية قد بنيت فوقها.
في يوم القديسة حنة ويهوياقيم، تحتفلت الكنيسة الكاثوليكية بالقداس في هيكل الكنيسة، وتعتني راهبات القديسة حنة الكاثوليكية بالموقع أيضاً.